# Ablassé Ouédraogo
Ablassé Ouédraogo (* 30. Juni 1953 in Dabaré, Burkina Faso) ist ein burkinischer Diplomat. Er war von 1994 bis 1999 Außenminister seines Landes und von 1999 bis 2002 stellvertretender Generaldirektor der Welthandelsorganisation (WTO). Im Jahr 2012 wurde er in das Nationalparlament Burkina Fasos gewählt.

## Leben
Ouédraogo wurde am 30. Juni 1953 in Dabaré geboren. Er lernte dann an der Lycée Philippe Zinda Kaboré in Ouagadougou. Ein Diplomabschluss hat er von der National University of Gabon nach einem Studium von 1973 bis 1975, wobei er Stipendiat der Association of African Universities war. Von 1975 bis 1981 war er an der Universität Nizza, wo er eine Doktorarbeit in Wirtschaftswissenschaften verfasste und diese erfolgreich verteidigte.
Er begann für das Außenministerium Burkina Fasos zu arbeiten und war von 1991 bis 1993 stellvertretender Repräsentant seines Heimatlandes beim Entwicklungsprogramm der Vereinten Nationen. In den folgenden zwei Jahren war er als Vorsitzender des Büros für Ostafrika des United Nations Sudano-Sahélienne Office für die Koordination mit IGADD, SADCC, OAU, ECA und UNEP verantwortlich. Von 1994 bis 1999 war er Außenminister Burkina Fasos unter Präsident Blaise Compaoré. Ouedrago war seit Februar 1999 Berater des burkinischen Präsidenten. Er wurde 2002 von Generaldirektor der Welthandelsorganisation, dem Australier Mike Moore, zum stellvertretenden Generaldirektor ernannt, was er für Moores Amtszeit blieb.
Ouédraogo war in seiner nationalen Politik zunächst Mitglied des Congrès pour la démocratie et le progrès, bevor er 2011 seine eigene Partei Le Faso Autrement gründete und für sie 2012 ins Parlament einzog. Für diese wurde er für die Präsidentschaftswahlen 2015 zum Kandidaten gekürt. Im August 2020 wurde er von der Partei Le Faso Autrement auch als deren Kandidat für die 2020er Präsidentschaftswahlen ernannt. In beiden Wahlen unterlag er.
Ouédraogo war ein Kritiker des seit September 2022 regierenden Militärregimes in Burkina Faso. Am 24. Dezember 2023 wurde er nach Angaben seiner Partei entführt und zum Militärdienst gegen den Terrorismus gezwungen. Im Februar 2024 tauchte er in einem Video auf, das ihn bewaffnet während einer Militärübung zeigte.

## Publikationen
- Réflexions sur la crise industrielle en France, 1979
- Les firmes multinationales et l’industrialisation des pays en voie de développement, 1981

## Auszeichnungen
- 1997: Officer des National Order of Burkina Faso[2]
- 2000: Offizier des National Equatorial Order of Gabon[6]
- 2015: Commander des National Order of Burkina Faso[6]